# Neoglyphidodon oxyodon
Espèce
Neoglyphidodon melas est une espèce de poissons de la famille des Pomacentridés.